# غزاویه بزرگ
غزاویه بزرگ، روستایی در دهستان موران بخش سویسه شهرستان کارون در استان خوزستان ایران است.

## پیشینه و پیشینه نام
نام روستا از تلفیق ۲ واژه غزو و ویه تشکیل شده است که به معنای کسی‌است که به جنگ رفته و از جنگ برگشته است. ۹۰ درصد این اهالی از قبیله نواصر هستند. هستند.
حدود ۲۰۰ سال پیش خانواده شیخ «طعمه بن دلافی» این محل را به دلیل نزدیکی به رودخانه کارون و موقعیت مناسب برای کشاورزی و دامداری، برای سکونت انتخاب کردند. اطراف این روستا را نخلستان‌های وسیعی دربر گرفته است. این روستا در ۹ کیلومتری اهواز و شرق رودخانه کارون واقع است و حدود ۸۵ درصد از اهالی آن کشاورز هستند. در این روستا حدود ۳۰۰ خانوار (نفر۱۵۰۰) ساکن هستند. اهالی روستا معتقدند که روستای غزاویه کبری در گذشته در دل محله دیگری به نام «ام صخیر» بوده که آثار تاریخی آن بجا مانده است. این روستا دارای ۴خیابان اصلی و حدود ۱۰ خیابان فرعی است. ساکنین این روستا به عربی سخن می‌گویند.

## ورزش
غزاویه دو تیم فوتبال به نام‌های شاهین و کارون دارد؛ تیم شاهین در سال ۱۳۷۵ تشکیل شد. این تیم مختص جوانان و تیم کارون تیم بزرگسالان این روستا است. در روستای غزاویه بزرگ رشته کاراته هم‌معنی دارد و در غزاویه یک باشگاه کاراته می‌باشد.

## جشنواره انگور
در روزهای ۱۴ و ۱۵ تیرماه سال ۱۳۹۷ اولین جشنواره برداشت انگور در روستای غزاویه برزگ برگزار شد. به گفته حسن ناصر مدیر اداره میراث فرهنگی شهرستان کارون، «در این جشنواره سفر به سفره‌ها را خواهیم داشت و چند نمونه غذای محلی پخت می‌شود؛ بازی‌های محلی و مراسم محلی قوم عرب مانند یزله و علوانیه که ثبت ملی شده‌اند در این جشنواره برگزار خواهند شد همچنین اتفاق بسیار جالب عرضه انگور در ظرف‌های حصیری ۲ الی ۴ کیلو با قیمت بسیار مناسب به‌طور مستقیم توسط کشاورز در این جشنواره است.»
این جشنواره با هدف معرفی پتانسیل‌های گردشگری مناطق محروم خوزستان برگزار شد و تلاش داشت تا به مردمان بومی آنجا کمک کند تا خسارات به بار آمده در دوران کم‌آبی را با کسب درآمد از طریق گردشگری جبران کنند.

## جمعیت
بر پایه سرشماری عمومی نفوس و مسکن در سال ۱۳۹۵، جمعیت این روستا ۱٬۱۹۸ نفر (۳۲۵ خانوار) بوده است.